# 1909–1910-es román labdarúgó-bajnokság (első osztály)
Az 1909–10-es román labdarúgó-bajnokság a román labdarúgó-bajnokság legmagasabb osztályának legelső alkalommal megrendezett bajnoki éve volt. A pontvadászat 3 csapat részvételével zajlott. 
A bajnokságot az Olimpia București nyerte az ezüstérmes Colentina București, és a bronzérmes United Ploiești előtt.